# Cerynea flavicostata
Cerynea flavicostata är en fjärilsart som beskrevs av Holland 1894. Cerynea flavicostata ingår i släktet Cerynea och familjen nattflyn. Inga underarter finns listade i Catalogue of Life.